# U.S. Pro Indoor 1995
Lo U.S. Pro Indoor 1995  è stato un torneo di tennis giocato sintetico indoor. È stata la 28ª edizione dello U.S. Pro Indoor, che fa parte della categoria Championship Series nell'ambito dell'ATP Tour 1995. Si è giocato al Wachovia Spectrum di Filadelfia in Pennsylvania negli Stati Uniti dal 20 al 27 febbraio 1995.

## Campioni

### Singolare maschile
Thomas Enqvist ha battuto in finale  Michael Chang con il punteggio di 0–6, 6–4, 6–0

### Doppio maschile
Jim Grabb /  Jonathan Stark hanno battuto in finale  Jacco Eltingh /  Paul Haarhuis con il punteggio di 7–6, 6–7, 6–3